# Vito Dellino
Vito Dellino (né le 16 avril 1982 à Bari) est un haltérophile italien.